# Cana-da-Índia
Cana-da-Índia (Canna indica L.), também conhecida como achira, cana-índica, cana-do-brejo, biri, bananeirinha-da-Índia e/ou bananeirinha-de-jardim, é uma espécie de planta da família Cannaceae, nativa da América do Sul, América Central, Caribe e do México, e cultivada durante milhares de anos pelos povos indígenas das Américas.
Costuma dar flor entre Junho e Setembro.